# Asphondylia sulphurea
Asphondylia sulphurea är en tvåvingeart som beskrevs av Tavares 1909. Asphondylia sulphurea ingår i släktet Asphondylia och familjen gallmyggor. Inga underarter finns listade i Catalogue of Life.